# Nimed marmortahvlil
Pour plus de détails, voir Fiche technique et Distribution.
Nimed marmortahvlil (en anglais : Names in Marble) est un film de guerre estonien réalisé par Elmo Nüganen, tiré du roman du même nom écrit par Albert Kivikas en 1936 et sorti en 2002.
Le sujet du film est la guerre d'indépendance estonienne (1918-1920).

## Fiche technique
- Titre : Nimed marmortahvlil
- Réalisation : Elmo Nüganen
- Scénario : Elmo Nüganen, Kristian Taska d'après le roman de Albert Kivikas
- Musique : Margo Kõlar
- Photographie : Sergey Astakhov
- Montage : Jukka Nykänen
- Production : Kristian Taska
- Société de production : Matila Röhr Productions et Taska Productions
- Pays :  Estonie et  Finlande
- Genre : guerre
- Durée : 95 minutes
- Dates de sortie : 
  -  Estonie : 1er novembre 2002

## Distribution
- Priit Võigemast (et) : Henn Ahas
- Indrek Sammul (et) : Ants Ahas
- Hele Kõre : Marta
- Alo Kõrve (et) : Käsper
- Ott Aardam (et) : Kohlapuu
- Karol Kuntsel (et) : Martinson
- Anti Reinthal (et) : Tääker
- Ott Sepp (et) : Mugur
- Mart Toome (et) : Miljan
- Argo Aadli (et) : Konsap
- Bert Raudsep (et) : Käämer (comme Bert Raudsepp)
- Jaan Tätte (et) : capitaine
- Hannes Kaljujärv (et) : chef de la milice
- Peter Franzén : Sulo Kallio
- Guido Kangur (et) : Karakull
- Martin Veinmann (et) : le commandant du bataillon
- Arved Alas :
- Rudolf Allabert :
- Ago Anderson :
- Märt Avandi :
- Mikko Fritze :
- Lin Jia :
- Tanel Joonas : (comme Tanel Jonas)
- Rasmus Kaljujärv :
- Kalju Kibi :
- Kalju Kivi :
- Väino Laes :
- Kadri Lepp : fille au manoir
- Tarmo Lillemets :
- Raivo Lumiste :
- Karin Lätsim : fille au manoir
- Marje Metsur :
- Laura Nõlvak : fille au manoir
- Elmo Nüganen :
- Indrek Ojari : Reinok
- Evelin Võigemast : l'amie de Marta (comme Evelin Pang)
- Nikolai Rand :
- Anne Reemann : femme au manoir
- Dmitri Reitman :
- Aarne Ristikivi :
- Riina Roose :
- Kristjan Sarv :
- Janek Shirikov :
- Valter Soosalu :
- Michael Stahlhut :
- Kaido Tamberg :
- Elisabet Tamm : fille au manoir
- Jaak Teppart :
- Raivo Vaikla :
- Carita Vaikjärv : fille au manoir
- Helene Vannari :